# توئیلی
توئیلی شهری در شهرستان کومبیسیری در استان بازگا در بورکینافاسوی مرکزی است و جمعیت آن ۲۶۲۱ نفر است.